# Gare de Wakefield Kirkgate
La gare de Wakefield Kirkgate est une gare ferroviaire du Royaume-Uni. Elle est située dans la partie nord de la ville de Wakefield, dans le Yorkshire de l'Ouest en Angleterre. 
La gare est desservie par des trains de Northern Rail.